# City slang
City slang er digteren Søren Ulrik Thomsens første digtsamling. Digtsamlingen blev udgivet på forlaget Vindrose i 1981.
Digtsamlingen udgjorde en distancering til 1970'ernes politiserende lyrik og kredser i stedet om storbymiljøet og det moderne menneskes placering i dette miljø. City slang anses som et af hovedværkerne i 1980'ernes bølge af ny lyrik.
City slang opnåede udbredelse i bredere kredse, da Lars H.U.G. satte musik til flere af teksterne og i 1984 udgav albummet City slang. Digtene fik yderligere eksponering ved udsendelse i DR i en optagelse med Lars H.U.G. på Svalegangen i Aarhus fra 1984, hvor værket blev opført. Optagelserne er senere blevet udsendt som dokumentarfilm under titlen City slang redux. I filmen ses også Søren Ulrik Thomsen, der læser op fra digtsamlingen.
City slang blev genudgivet i 2001 i 2. oplag under ISBN 9788774566342 og er ligeledes udgivet som led i Søren Ulrik Thomsens samlede værker Samlede Thomsen fra 2014 udgivet på Gyldendal, 
der også er kommet i flere udgave.

## Eksterne links
- Essay af Michael Strunge om City Slang, Sidegaden, nr. 1 (1981)

| Bog | Spire Denne artikel om bøger og tidsskrifter er en spire som bør udbygges. Du er velkommen til at hjælpe Wikipedia ved at udvide den. |